# Argentinië op de Olympische Winterspelen 1964
Tijdens de Olympische Winterspelen van 1964 die in Innsbruck werden gehouden nam Argentinië deel met twaalf sporters. Er werden geen medailles veroverd, de 16e plaats van de viermansbob was de beste prestatie van de Argentijnse atleten tijdens deze Winterspelen.

## Prestaties van alle deelnemers

### Alpineskiën
| Olympiër                     | Discipline       | Resultaat | Prestatie                                         |
| ---------------------------- | ---------------- | --------- | ------------------------------------------------- |
| Osvaldo Ancinas (2)          | reuzenslalom (m) | 57e       | 2.15,06 (+28,35)                                  |
| Osvaldo Ancinas (2)          | slalom (m)       | DNQ       | niet geplaatst voor finalewedstrijd               |
| Jorge Abelardo Eiras (2)     | afdaling (m)     | 76e       | 4.34,51 (+2.16,35)                                |
| Jorge Abelardo Eiras (2)     | reuzenslalom (m) | 43e       | 2.08,38 (+21,67)                                  |
| Jorge Abelardo Eiras (2)     | slalom (m)       | DNQ       | niet geplaatst voor finalewedstrijd               |
| Pedro Klempa                 | afdaling (m)     | 64e       | 2.47,07 (+28,91)                                  |
| Pedro Klempa                 | reuzenslalom (m) | 52e       | 2.12,88 (+26,17)                                  |
| Pedro Klempa                 | slalom (m)       | DNQ       | niet geplaatst voor finalewedstrijd               |
| Manuel Mena                  | slalom (m)       | DNQ       | niet geplaatst voor finalewedstrijd               |
| Carlos Perner                | reuzenslalom (m) | 63e       | 2.19,25 (+32,54)                                  |
|                              |                  |           |                                                   |
| María Cristina Schweizer (2) | reuzenslalom (v) | 42e       | 2.19,81 (+27,57)                                  |
| María Cristina Schweizer (2) | slalom (v)       | 24e       | run 1: 53,43 run 2: 58,45 totaal:1.51,88 (+22,02) |

### Bobsleeën
| Olympiër                                                                    | Discipline                  | Resultaat | Prestatie                                                                            |
| --------------------------------------------------------------------------- | --------------------------- | --------- | ------------------------------------------------------------------------------------ |
| Héctor Tomasi (3) Fernando Rodríguez                                        | 2-mansbob (m) Argentinië I  | 18e       | run 1: 1.07,59 run 2: 1.09,20 run 3: 1.07,36 run 4: 1.07,72 totaal: 4.31,87 (+9,97)  |
| Roberto José Bordeu Hernán Agote                                            | 2-mansbob (m) Argentinië II | 19e       | run 1: 1.10,15 run 2: 1.08,45 run 3: 1.11,33 run 4: 1.10,26 totaal: 4.40,19 (+18,29) |
| Héctor Tomasi (3) Carlos Alberto Tomasi (2) Hernán Agote Fernando Rodríguez | 4-mansbob (m) Argentinië I  | 16e       | run 1: 1.05,74 run 2: 1.06,08 run 3: 1.07,07 run 4: 1.06,62 totaal: 4.25,51 (+11,05) |

### Rodelen
| Olympiër       | Discipline | Resultaat | Prestatie |
| -------------- | ---------- | --------- | --------- |
| Matiás Stinnes | mannen     | DNF       | opgave    |

Argentinië · Australië · België · Bulgarije · Canada · Chili · Denemarken · Duits eenheidsteam · Finland · Frankrijk · Griekenland · Groot-Brittannië · Hongarije · IJsland · India · Iran · Italië · Japan · Joegoslavië · Libanon · Liechtenstein · Mongolië · Nederland ·  Noord-Korea · Noorwegen · Oostenrijk · Polen · Roemenië · Sovjet-Unie · Spanje · Tsjecho-Slowakije · Turkije · Verenigde Staten · Zuid-Korea · Zweden · Zwitserland